# میلنا رائسویچ
میلنا رائسویچ (انگلیسی: Milena Raičević؛ زادهٔ ۱۲ مارس ۱۹۹۰) بازیکن هندبال اهل مونته‌نگرو است.